# 일본 철도의 역사
일본 철도의 역사에서는 일본의 철도의 전개 과정에 대해 설명한다.

## 초창기

### 일본에 소개된 철도
1825년, 증기 기관을 이용하는 철도가 처음으로 영국에서 실용화되었다. 이 기술은 약 30년 후, 막말(幕末: 에도 막부 말기)의 일본에 증기 기관차 모형으로 도래했다.

#### 영국에서의 철도 발상

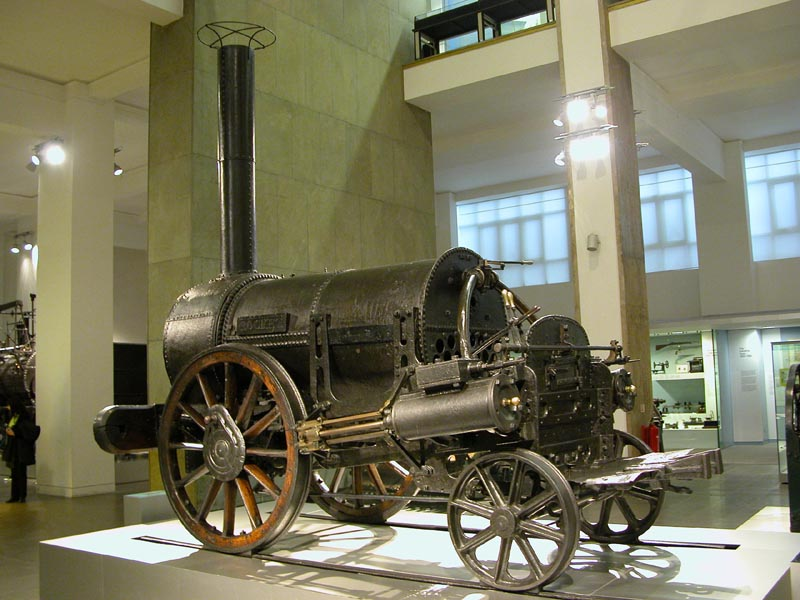
런던 과학 박물관에 전시되어 있는 로켓 호.

세계 최초의 증기 철도는 영국의 탄광에서 생산된 석탄을 운반하기 위해 스톡턴과 달링턴 사이 약 40 km에 설영된 스톡턴 앤드 달링턴 철도이다. 기관차는 조지 스티븐슨이 디자인한 로코 모션 호가 사용되었다. 이 철도는 석탄 수송을 주 목적으로 하고 있으며, 여객의 요청이 있으면 철도 위를 말에 견인된 차량을 사용할 수 있게 했다. 참고로 여기에서 채택된 궤간 4피트 8인치가 현재 국제 표준궤인 4피트 8인치 1/2(=1,435 mm)의 기본이 되었다고 한다. 본격적인 여객 운송용 철도는 1830년 영국에서 개통한 리버풀 앤 맨체스터 철도의 증기 기관차 로켓 호를 사용했다. 그 후 철도는 각 선진국에서 산업 발전의 담당자로 발달해 갔다.

## 같이 보기
- 일본의 철도

## 참고 문헌
- 《日本の鉄道史セミナー》(일본의 철도사 세미나) 2005년, 구호다 히로시 저, 그랑프리 출판
- 《東海道線130年の歩み》(도카이도 선 130년의 발자취) 2002년, 요시카와 후미오 저, 그랑프리 출판
- 《鉄道史の分岐点》(철도사의 분기점) 2005년, 이케다 구니히코 저, 이카로스 출판
- 《東海道線誕生〜鉄道の父・井上勝の生涯》(도카이도 선 탄생 ~철도의 아버지 이노우에 마사루의 생애) 2009년, 나카무라 겐지 저, 이카로스 출판
- 《日本の国鉄》(일본의 국철) 1984년, 하라다 가쓰마사 저, 이와나미 신서
- 《国鉄の戦後がわかる本（上・下）》(국철의 전후(戦後)를 알 수 있는 책(상 · 하) 2000년, 쇼사와 히데키 저, 산카이도
- 《未完の「国鉄改革」》(미완의 '국철 개혁') 2001년, 가사이 요시유키 저, 東洋経済新報社
- 《戦後日本の鉄道車両》(전후(戦後) 일본의 철도 차량) 2002년, 쓰카모토 마사히로 저, 그랑프리 출판
- 《トンネルものがたり》(터널 이야기) 2001년, 요시무라 쓰네 감수 / 요코야마 후미, 시모카와치 미노리, 스가 다케시 저, 산카이도